# Matthieu Blanchin
Matthieu Blanchin, né en 1965 à La Tronche, est auteur de bande dessinée.

## Biographie
Matthieu Blanchin a grandi d'abord à Grenoble puis à Velanne (Isère). Il étudie à l'École Émile-Cohl et, par son professeur Yves Got, il s'intéresse au cinéma et à la danse contemporaine. Arrivé à Paris, il crée des storyboard et commence une carrière d'illustrateur auprès d'éditeurs tels que Hachette, Flammarion, Nathan, Gallimard, Bayard Presse et J'ai lu. Il publie ses bandes dessinées dans Pilote et Charlie, Lapin, Fusée, Ego comme X. Il donne des cours à l'École Estienne à Paris.
En 2001 paraît Le val des ânes, récit autobiographique (éd. Ego comme X). L'ouvrage reçoit en 2002 le prix du meilleur premier album du Festival international de la bande dessinée d'Angoulême. En 2001 paraît également Accident du travail, autre narration autobiographique chez le même éditeur.
En 2005 il crée la collection Onomatopée aux Éditions Lito. 
Entre 2007 et 2012 paraissent les trois tomes de Martha Jane Cannary , qu'il illustre sur un texte de Christian Perrissin (éd. Futuropolis), « fiction historique » retraçant la vie de Calamity Jane, qui reflète la qualité de la documentation historique sur la conquête de l'Ouest,. Le premier volume reçoit le Prix Ouest-France / Quai des bulles festival de Saint-Malo 2008 et devient l'un des cinq albums lauréats du prix Essentiel au Festival d'Angoulême 2009. Il fait aussi partie des cinq albums finalistes en 2008 pour le grand prix de la critique. Le volume deux fait l'objet d'une exposition à Quai des bulles en 2009. Le volume trois est remarqué dans La Croix.
En 2016, lors du festival BD à Bastia, les planches de Blanchin figurent dans une exposition collective Western For Ever.
En avril 2002, « victime d'une attaque cérébrale » en raison d'une tumeur, il passe dix jours dans un coma profond ; après une opération, il traverse une périodique de convalescence ponctuée de rechutes. Son psychiatre l'invite à écrire ses souvenirs. Des années plus tard, l'artiste rédige l'ouvrage Quand vous pensiez que j'étais mort : Mon quotidien dans le coma, qui paraît en 2015 (Futuropolis). L'ouvrage reçoit un accueil critique favorable dans La Montagne, Télérama, Le Monde et Le Soir. Dans le sillage de l'œuvre a lieu une exposition à l'université Paris-XIII dans le cadre d'un atelier thématique : Soigné - soignant.
L'artiste admire beaucoup les travaux de l'illustrateur Gus Bofa.

## Ouvrages
- Monsieur Bonhomme, Formerie, S2 l'art ?, 1991, 32 p., 10,5 x 15 cm (épuisé)
- Ça déménage, L'Association, coll. « Patte de Mouche », 1995 (ISBN 2-909020-38-X)
- Blanche, Le Lézard, 1996
- Le Val des ânes, Ego Comme X, 2002 (ISBN 978-2-910946-22-7)[19]
- Accident du travail, Ego Comme X, 2005 (ISBN 2-910946-23-1)[20]
- Martha Jane Cannary : La vie aventureuse de celle que l'on nommait Calamity Jane  (texte de Christian Perrissin), éditions Futuropolis

1. Les années 1852-1869,  2008 Sélection officielle du Festival d'Angoulême 2009 - Prix Essentiel au festival d'Angoulême 2009 -  Prix Ouest-France / Quai des bulles au festival de Saint-Malo 2008[9]
2. Les années 1870-1876, 2009
3. Les dernières années 1877-1903, 2012

- Quand vous pensiez que j’étais mort : Mon quotidien dans le coma, Futuropolis, 2015 (ISBN 978-2-7548-0831-6)

## Prix
- 2002 : Alph-Art coup de cœur au festival d'Angoulême pour Le val des ânes
- 2008 : Prix Ouest France / Quai des bulles de Saint-Malo[9] pour Martha Jane Cannary, tome 1, sur un texte de Christian Perrissin
- 2009 : « Essentiel » d'Angoulême pour Martha Jane Cannary, tome 1, sur un texte de Christian Perrissin

#### Interview
- Laurence Le Saux, « L'aventure intérieure d'un dessinateur : « Si je dessine un cheval, je suis le cheval » », Télérama,‎ 4 avril 2015